# Tükrös míniummadár
A tükrös míniummadár (Pericrocotus flammeus) a madarak osztályának verébalakúak (Passeriformes)  rendjébe és a tüskésfarúfélék (Campephagidae) családjába tartozó faj.

## Rendszerezése
A fajt Johann Reinhold Forster német természettudós írta le 1781-ben, a Muscicapa nembe Muscicapa flammea néven.

## Előfordulása
Banglades, Bhután, Brunei, a Fülöp-szigetek, India, Indonézia, Laosz, Malajzia, Kambodzsa, Kína, Mianmar, Nepál, Szingapúr, Srí Lanka, Thaiföld és Vietnám területén honos. Egyes források szerint csak India nyugati és déli részén, valamint Srí Lankán él.
Természetes élőhelyei a szubtrópusi vagy trópusi síkvidéki és hegyi esőerdők, mocsári erdők, valamint vidéki kertek. Állandó, nem vonuló faj.

## Megjelenése
Testhossza 22 centiméter. A hím tollazata fekete és vörös, vagy narancssárga, a tojóé szürke és olívsárga.
|  |  |

## Életmódja
Általában csapatban rovarokkal táplálkozik.

## Szaporodása
Gyökerekből és fűből ágvilla közé készíti fészkét.

## Természetvédelmi helyzete
Az elterjedési területe rendkívül nagy, egyedszáma ugyan csökken, de még nem éri el a kritikus szintet. A Természetvédelmi Világszövetség Vörös listáján nem fenyegetett fajként szerepel.